# 루시아노 비에토
루시아노 다리오 비에토(스페인어: Luciano Darío Vietto, 1993년 12월 5일 ~ )는 아르헨티나의 축구 선수이다. 현재 사우디아라비아 1부 리그에 소속된 팀인 알카디시아에서 뛰고 있다.

## 클럽 경력
2011년 아르헨티나의 클럽인 라싱 클루브와 프로 계약을 맺은 그는 그해 10월 26일 디에고 시메오네 감독 하에 아르헨티나 프리메라 디비시온 데뷔전을 가지게 된다. 그 당시 상대 팀은 CA 라누스였다. 2012-2013 시즌부터 2시즌동안 18골을 넣으며 좋은 활약을 펼친 그는 리버풀과 유벤투스 등 많은 유럽 빅클럽의 관심을 받게 된다. 2014년 8월 4일 그는 비야레알로 이적하면서 첫 유럽 무대에 진출하게 된다.